# سليم سامرفيل
سليم سامرفيل (بالإنجليزية: Slim Summerville)‏ (بالإنجليزية:Slim Summerville) (مواليد 10 يوليو 1892 - 5 يناير 1946) ممثل سينمائي أمريكي إشتهر بعازف الكوميديا .

## روابط خارجية
- سليم سامرفيل على موقع IMDb (الإنجليزية)
- سليم سامرفيل على موقع أول موفي (الإنجليزية)
- سليم سامرفيل على موقع قاعدة بيانات الأفلام السويدية (السويدية)
- سليم سامرفيل على موقع إن إن دي بي (الإنجليزية)
- سليم سامرفيل على موقع قاعدة بيانات الفيلم (الإنجليزية)
- سليم سامرفيل على موقع كينوبويسك (الروسية)